# الیور (بریتیش کلمبیا)
الیور (به انگلیسی: Oliver) یک منطقهٔ مسکونی در کانادا است که در Regional District of Okanagan-Similkameen واقع شده‌است. الیور ۴٫۸۸ کیلومتر مربع مساحت و ۴٬۸۲۴ نفر جمعیت دارد و ۳۱۰ متر بالاتر از سطح دریا واقع شده‌است.